# هیدروژن سبز
هیدروژن سبز (انگلیسی: Green hydrogen) به هیدروژنی گفته می‌شود که در جریان تولید آن از سوخت‌های فسیلی استفاده نمی‌شود و هیدروژن درون آب در جریان فرایند الکترولیز از اکسیژن جدا می‌شود.